# Victor Söderström
Victor Söderström (Gävle, Suecia, 26 de febrero de 2001) es un jugador profesional sueco de hockey sobre hielo que se desempeña en la posición de defensor derecho en Arizona Coyotes, equipo de la National Hockey League (NHL).

## Carrera
Fue seleccionado en la primera ronda en la NHL Entry Draft de 2019. En 2020 hizo su debut profesional con el equipo Arizona Coyotes, donde lleva jugando cuatro temporadas.